# ژلینگ گوگ
ژلینگ گوگ (به لاتین: Geling Gewog) یک منطقهٔ مسکونی در بوتان (کشور) است که در استان چوخا واقع شده‌است. ژلینگ گوگ ۲۴۷ کیلومتر مربع مساحت دارد.